# 柳壕河
柳壕河，位于中华人民共和国辽宁省中部的一条河流，是太子河左岸支流，发源于辽阳市太子河区祁家镇石桥子村，向西北流过沙岭镇高洛子村后转东南流，经沙岭台村、韩家台村、辽阳县黄泥洼镇付五道村、柳壕镇等地，在柳壕镇青渔湾村以北汇入太子河。河流全长33.9千米，流域面积508.8平方千米，年均径流量6660万立方米。柳壕河承泄辽阳市城市排水、辽阳灌区退水，并为柳壕灌区及两岸提供水田灌溉用水。